# Wieża kościoła Zbawiciela w Gdańsku
Wieża kościoła Zbawiciela w Gdańsku – pozostałość ewangelickiego kościoła znajdująca się na gdańskim Zaroślaku, ul. Zaroślak 18.

## Historia

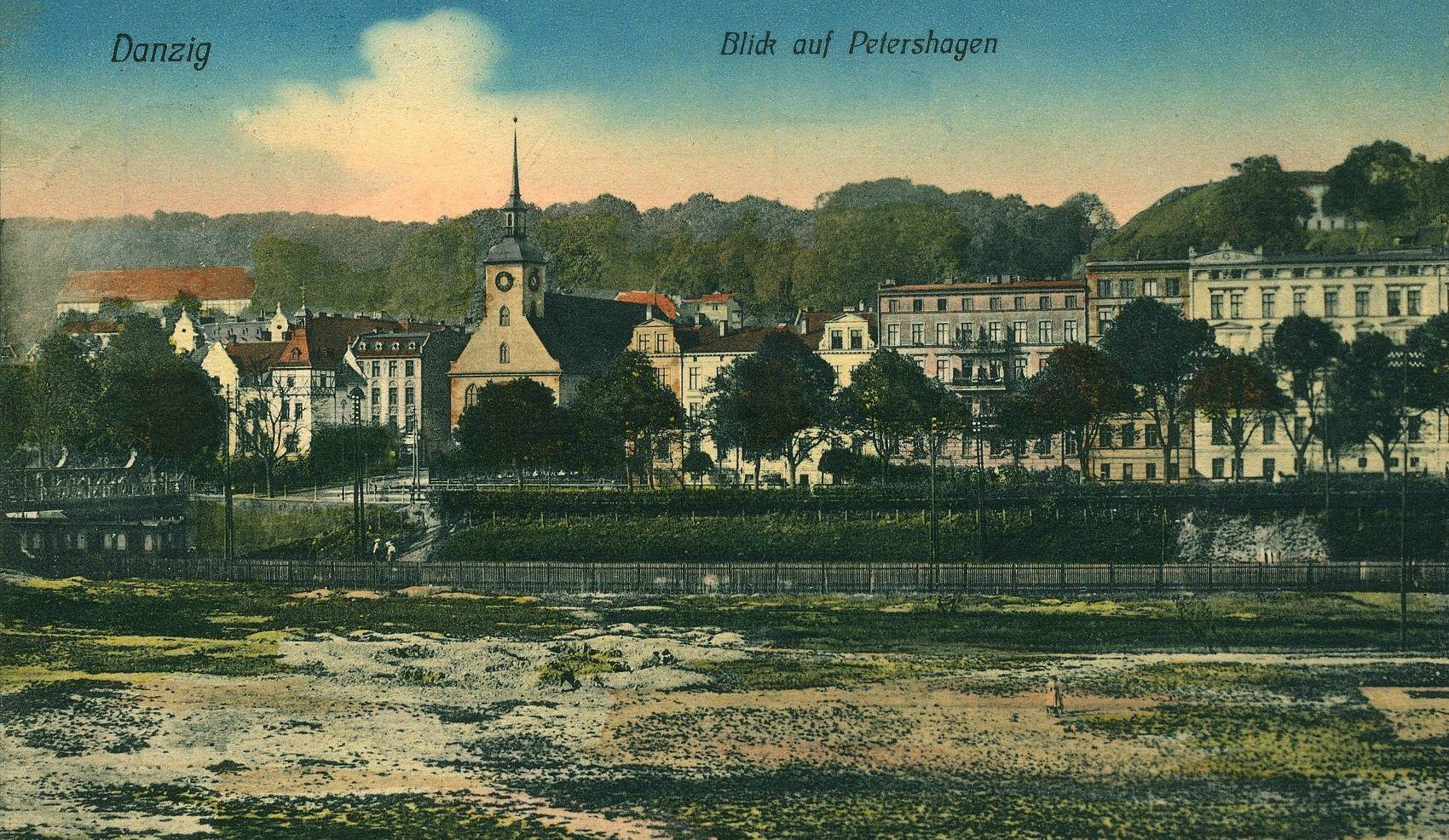
Kościół na archiwalnej pocztówce

Świątynia została zbudowana w 1695 roku przez Barthela Ranischa, według projektu Petera Willera jako Kościół Zbawiciela (niem. Salvatorkirche), po tym, jak nowa linia gdańskich fortyfikacji obronnych rozcięła w połowie XVII stulecia teren dawnej podgdańskiej miejscowości Petershagen, a większość jej mieszkańców zdecydowała przeprowadzić się na teren miejskich murów, w wyniku czego doszło do rozbiórki pierwszej świątyni z 1635 roku. W 1814 roku kościół został zniszczony przez wybuch granatu. Odbudowa po uszkodzeniach została zakończona około 1860 roku. W 1945 roku budowla została prawie doszczętnie zniszczona. W końcu lat 70. wieżę odnowiono i częściowo otynkowano, zachowując czytelne stare formy arkadowe i wnękowe, przy czym boczne wejścia wcześniej zamurowano. Do dziś przetrwał jedynie dolny fragment wieży, która przez wiele lat była siedzibą biura nieruchomości.